# Fashion House (dramaserie)
Fashion House är en amerikansk såpopera som gick i 65 avsnitt 2006. I huvudrollerna sågs Morgan Fairchild och Bo Derek.

## Rollbesättning
| Skådespelare          | Roll              |
| --------------------- | ----------------- |
| Bo Derek              | Maria Gianni      |
| Natalie Martinez      | Michelle Miller   |
| Taylor Kinney         | Luke Gianni       |
| Mini Anden            | Tania Ford        |
| Joel Berti            | William Chandler  |
| Nicole Pulliam        | Nikki Clark       |
| Robert Buckley        | Michael Bauer     |
| Donna Feldman         | Gloria Thompson   |
| Mike Begovich         | Lance Miller      |
| Garrett Swann         | Harold            |
| Tony Tripoli          | Hans              |
| Erika Schaefer        | Lexi Walker       |
| Ethan Erickson        | John Cotter       |
| Jordi Vilasuso        | Eddie Zarouvian   |
| James Black           | Rodney Griffith   |
| Mark Totty            | Dr. Russell Woods |
| Tippi Hedren          | Doris Thompson    |
| Morgan Fairchild      | Sophia Blakely    |
| Jennifer Dorogi       | Amanda Bhandarkar |
| Will Beinbrink        | Cop               |
| Christopher del Valle | Pedro             |